# Jay (Floride)
Pour les articles homonymes, voir Jay.
La ville de Jay est située dans le comté de Santa Rosa, dans l’État de Floride, aux États-Unis. Elle obtient ce statut en 1951. Sa population s’élevait à 524 habitants lors du recensement de 2020, contre 533 habitants lors du recensement de 2010.

## Économie
Un champ de pétrole y est exploité depuis 1970. En 2024, il a rapporté 400 millions de dollars à la commune

## Démographie
| 1950 | 1960 | 1970 | 1980 | 1990 | 2000 |
| ---- | ---- | ---- | ---- | ---- | ---- |
| 547  | 672  | 646  | 633  | 666  | 579  |

| 2010 | 2020 | - | - | - | - |
| ---- | ---- | - | - | - | - |
| 533  | 524  | - | - | - | - |

## Source
- (en) Cet article est partiellement ou en totalité issu de l’article de Wikipédia en anglais intitulé « Jay, Florida » (voir la liste des auteurs).